# Рапопорт Кирило Йосифович
Рапопорт Кирило Йосифович (рос. Рапопорт Кирилл Иосифович; 1926—1983) — радянський російський сценарист і драматург. Заслужений діяч мистецтв РРФСР (1982).

## Життєпис
Народився 10 травня 1926 р. у Москві. Закінчив сценарну студію при Міністерстві культури СРСР (1957, майстерня О. Каплера).
Автор сценаріїв ігрових, документальних і анімаційних фільмів. 
Співавтор сценаріїв фільмів, поставлених на Кіностудії ім. О. Довженка: «Інспектор карного розшуку» (1971, у співавт. з М. Маклярським), «Будні карного розшуку» (1973, у співавт. з М. Маклярським), «Небо—земля—небо» (1975, у співавт.), «Ати-бати, йшли солдати…» (1976, у співавт. з Б. Васильєвим), «Блакитні блискавки» (1978, у співавт. з О. Кулешовим), «За покликом серця» (1985, у співавт. з Б. Васильєвим).
Автор низки п'єс.
Помер 30 листопада 1983 р. в Москві.

## Фільмографія
Сценарист:
- «Сержанти» (1958, у співавт.)
- «Солдатське серце» (1958)
- «Після балу» (1961, короткометражний)
- «Ти не один» (1963)
- «Країна Оркестрія» (1964, мультфільм)
- «Слід в океані» (1964, у співавт.)
- «Королівська регата» (1966, у співавт.)
- «Інвалід» (1968, фільм-спектакль)
- «Стрілочник» (1968, короткометражний)
- «На шляху в Берлін» (1969, у співавт.)
- «Офіцери» (1971, у співавт.)
- «Інспектор карного розшуку» (1971, Кіностудія ім. О. Довженка)
- «Петерс» (1972, у співавт.)
- «Будні карного розшуку» (1973, Кіностудія ім. О. Довженка)
- «Месник з Гянджабасара» (1974, у співавт.)
- «Стріли Робін Гуда» (1975)
- «Небо—земля—небо» (1975, у співавт.; Кіностудія ім. О. Довженка)
- «Всього одна ніч» (1976, у співавт.)
- «Ати-бати, йшли солдати…» (1976, Кіностудія ім. О. Довженка)
- «Блакитні блискавки» (1978, Кіностудія ім. О. Довженка)
- «Не стріляйте в білих лебедів» (1980, у співавт.)
- «Корпус генерала Шубникова» (1980)
- «Життя моє армія» (1980, у співавт.)
- «Слідством встановлено» (1981, у співавт.)
- «Брама до небес» (1983, у співавт.)
- «Особливий підрозділ» (1984, у співавт.)
- «Остання індульгенція» (1985, у співавт.)
- «За покликом серця» (1985, Кіностудія ім. О. Довженка)

## П'єси
- 1968 — Вища міра (з М. Маклярським)
- Ракетники
- Друга стрілецька
- Прес-аташе в Токіо (з М. Маклярським)
- Сайгонська балада